# Giulio Cesare Gabussi
Giulio Cesare Gabussi, także Gabucci, Gabusi, Gabutio, Gabutius, Gabuzio, Gabuzzi (ur. 1555 w Bolonii, zm. 12 września 1611 w Mediolanie) – włoski kompozytor. 

## Życiorys
Uczył się w Rawennie u Costanzo Porty, następnie do połowy 1582 roku działał jako kapelmistrz w Forlì. W 1584 roku z rekomendacji Porty został kapelmistrzem katedry w Mediolanie. W latach 1601–1602 przebywał w służbie na dworze Zygmunta III Wazy.
Wydał 2 zbiory madrygałów 5-głosowych (Wenecja 1580 i 1598), zbiór motetów 5- i 6-głosowych (Wenecja 1586) i Te Deum na 4 głosy (Mediolan 1589). Należał do przedstawicieli klasycznej polifonii, jego kompozycje uznawane były przez współczesnych za wzorcową realizację wytycznych soboru trydenckiego.